# Ainārs Bagatskis
Ainārs Bagatskis (Riga, 29 marzo 1967) è un allenatore di pallacanestro ed ex cestista lettone, fino al 1991 sovietico.

## Carriera
Con la Lettonia ha disputato quattro edizioni dei Campionati europei (1993, 1997, 2001, 2003).
Da allenatore ha guidato la Lettonia a quattro edizioni dei Campionati europei (2011, 2013, 2015, 2017).
Inoltre ha guidato l'Ucraina ai Campionati europei del 2022.

## Palmarès

### Giocatore
- Campionato lettone: 2

Ventspils: 2001-02, 2002-03
- Campionato lituano: 2

Žalgiris Kaunas: 2003-04, 2004-05
- Lega Baltica: 1

Žalgiris Kaunas: 2004-05

### Allenatore
- Campionato ucraino: 2

Budivelnyk Kiev: 2012-13, 2013-14
- Coppa di Israele: 1

Maccabi Tel Aviv: 2016-17
- Coppa di Romania: 1

CSO Voluntari: 2025